# Noord-Korea op de Olympische Zomerspelen 2020
Noord-Korea was beoogd deelnemer aan de Olympische Zomerspelen 2020 in Tokio, Japan. Het land besloot echter op 25 maart 2021 af te zien van deelname om de atleten te willen beschermen tegen de "mondiale gezondheidscrisis veroorzaakt door COVID-19". Sinds de boycot van de Olympische Zomerspelen in Seoel in 1988 is het de eerste keer dat Noord-Korea afwezig was op de Zomerspelen.
De Zuid-Koreaanse president Moon Jae-In had eerder nog de hoop uitgesproken dat de dialoog tussen beide landen hervat zou worden tijdens de Spelen.

## Atleten
Hieronder het overzicht van het aantal atleten, per sport, die zich reeds verzekerd hadden van deelname aan de Olympische Zomerspelen 2020.
| sport          | vrouwen | mannen | totaal |
| -------------- | ------- | ------ | ------ |
| Atletiek       | 3       | 1      | 4      |
| Boogschieten   | 1       | 1      | 2      |
| Gymnastiek     | 1       |        | 1      |
| Schietsport    | 1       | 1      | 2      |
| Schoonspringen | 1       |        | 1      |
| Tafeltennis    | 3       |        | 3      |
| Worstelen      | 2       |        | 2      |
| totaal         | 12      | 3      | 15     |